# Final Fantasy VII: Ever Crisis
Final Fantasy VII: Ever Crisis (яп. ファイナルファンタジーVII エバークライシス файнару фантадзи сэбун: эвэру кризису) — ролевая гача-игра с системой лутбоксов, в сюжетной кампании которой пересказывается повествование JRPG Final Fantasy VII и её различных приквелов, сиквелов и спин-оффов из медиафраншизы «Компиляция Final Fantasy VII».
За разработку проекта отвечала Applibot, а за издание — Square Enix. В работе над ним приняли участие многие разработчики FFVII: Мотому Торияма выступил руководителем проекта, Кадзусигэ Нодзима — сценаристом, Ёсинори Китасэ — исполнительным продюсером, а Тэцуя Номура — креативным директором. Разработчики намеревались создать игру для популярных платформ, с помощью которой пользователи смогли бы познакомиться со вселенной FFVII, и хотели уместить все части «Компиляции» в одном формате с единым визуальным стилем и игровым процессом. Релиз игры для Android и iOS состоялся 7 сентября 2023 года; 7 декабря того же года она вышла на Windows.
Ever Crisis получила смешанные отзывы: в то время как графика была воспринята положительно, мнения относительно боевой системы разделились, а сюжетный контент подвергся критике.

## Игровой процесс

Клауд и Баррет сражаются со Стражем Скорпионом

Final Fantasy VII: Ever Crisis — ролевая гача-игра с системой лутбоксов. Хотя сама игра является free-to-play, в ней также имеются платные «контейнеры» с костюмами и оружием. Предметы открываются через систему розыгрышей, для запуска которой игрок должен потратить лотерейные билеты — он может получить их бесплатно в процессе прохождения или приобрести за синие кристаллы, внутриигровую валюту. Другими способами накопления кристаллов являются регулярное посещение игры, выполнение ежедневных миссий и снаряжение экспедиций чокобо. В отличие от сюжетных миссий, игрок не может приступить к выполнению побочных заданий без необходимого количества «энергии», которая восстанавливается в течение определённого времени.
Игрок экипирует персонажей оружием и магическими сферами — «материями», которые может усиливать с помощью добытых по мере прохождения рецептов и материалов. Боевая система базируется на системе Active Time Battle из FFVII: помимо нанесения обычных ударов оружием персонажи в состоянии использовать специальные и магические атаки с помощью разделённой на несколько зарядов шкалы ATB; после того как игрок расходует один заряд, тот восполняется в течение сражения. Все герои обладают сильнейшей атакой «Прорыв предела» и могут позвать на помощь могущественных мифических существ — призывов. Механика «автобоя» позволяет игроку вверить управление персонажами ИИ и регулировать скорость сражения.
В однопользовательской сюжетной кампании Ever Crisis пересказываются события игр Final Fantasy VII и Crisis Core; помимо этого, она содержит новую историю, посвящённую молодому Сефироту, которая изначально должна была быть представлена в The First Soldier до её закрытия. Повествование каждого из проектов разделено на главы, которые состоят из нескольких уровней, открывающихся по мере обновления игры. По большей части они состоят из сражений и исследований, а некоторые этапы сопровождаются внутриигровым видео. На уровнях с исследованиями воспроизводится визуальный стиль вышедшей на консоли PlayStation Final Fantasy VII, в то время как в сражениях модели персонажей стилизованы под их графические аналоги из Final Fantasy VII Remake. Помимо сюжетной кампании, в Ever Crisis есть различные подземелья, для прохождения которых игрок самостоятельно формирует команду из доступных персонажей. Также в игре имеется многопользовательский режим, в котором игрок в кооперативе с другими пользователями противостоит различным боссам.

## Разработка
Ever Crisis является частью «Компиляции Final Fantasy VII», сборника приквелов, сиквелов и спин-оффов, расширяющих вселенную и повествование Final Fantasy VII. После выхода ремейка оригинальной игры в 2020 году началась разработка нескольких новых проектов «Компиляции», одним из которых был Ever Crisis. Сотрудники Square Enix планировали добавить в проект сюжет всех игр сборника — от Before Crisis до Dirge of Cerberus, а также события анимационного фильма «Дети пришествия». За разработку отвечала компания Applibot, а за издание — Square Enix. В то время как Мотому Торияма руководил проектом, Сёити Итикава выступил его продюсером, Кадзусигэ Нодзима — сценаристом, Ёсинори Китасэ — исполнительным продюсером, а Тэцуя Номура — креативным директором. 
Разработчики намеревались создать игру для популярных платформ, с помощью которой пользователи смогли бы познакомиться со вселенной FFVII. Номура рассматривал Ever Crisis как возможность уместить все проекты «Компиляции» в едином формате — с общим визуальным стилем и игровым процессом. Помимо изменения первоначальных сюжетных линий, Нодзима добавил новые элементы, такие как продолжение истории The First Soldier и флэшбеки различных персонажей FFVII. Изначально Номура хотел добавить в игру движущиеся трёхмерные портреты персонажей, однако из-за технических ограничений поддерживающих Ever Crisis устройств вместо них были добавлены двухмерные иллюстрации художницы Лизы Фудзисэ. В озвучивании игры приняли участие сэйю.

## Анонс, продвижение и выпуск
Первая информация о Ever Crisis появилась в январе 2021 года, когда соответствующая торговая марка была зарегистрирована в Японии, Северной Америке, Европе и Австралии. В феврале Square Enix анонсировала гача-игру вместе с обновлённой версией Final Fantasy VII Remake для PlayStation 5 и мобильным спин-оффом в жанре королевская битва Final Fantasy VII: The First Soldier.
26 февраля 2021 года Square Enix разместила на своём официальном сайте тизер-трейлер игры с датой выхода — 2022 год. 16 июня, во время прямой трансляции мероприятия, посвящённого 25-й годовщине Final Fantasy VII, был представлен полноценный трейлер, раскрывающий детали игрового процесса. Изначально релиз закрытой бета-версии планировался в 2022 году по всему миру, за исключением Китая, однако впоследствии он был отложен до лета 2023 года. Ещё один трейлер демонстрировался на игровой выставке Summer Game Fest 2023. В тот же день началась предварительная регистрация и была объявлена дата закрытого бета-тестирования для пользователей Android — 6 июля. 10 августа Square Enix объявила, что релиз Ever Crisis состоится 7 сентября 2023 года. Сотрудники компании награждали прошедших предварительную регистрацию пользователей ценными предметами — внутриигровой валютой и лотерейными билетами. 31 августа 2023 года разработчики Ever Crisis опубликовали специальный трейлер игры под названием «Обратный отсчёт до запуска», в котором демонстрировались элементы игрового процесса и кадры с молодым Сефиротом; в тот же день представители Square Enix сообщили, что предварительную регистрацию прошло более миллиона пользователей, после чего на официальном сайте компании была опубликована праздничная иллюстрация Клауда Страйфа.
Менее чем за сутки после запуска игра преодолела отметку в 3 млн загрузок. По состоянию на ноябрь 2023 года в Ever Crisis зарегистрировалось более 7 млн пользователей. 23 сентября представители Square Enix объявили о разработке порта для Windows; его выход состоялся 7 декабря того же года.

## Восприятие
| Сводный рейтинг       | Сводный рейтинг |
| Агрегатор             | Оценка          |
| --------------------- | --------------- |
| Metacritic            | 66/100          |
| Иноязычные издания    |                 |
| Издание               | Оценка          |
| Destructoid           | 4/10            |
| Jeuxvideo.com         | 14/20           |
| RPGamer               | 8,5/10          |
| Русскоязычные издания |                 |
| Издание               | Оценка          |
| StopGame.ru           | «Проходняк»     |

Final Fantasy VII: Ever Crisis получила смешанные отзывы от различных критиков. На сайте-агрегаторе рецензий Metacritic она имеет оценку 66 баллов из 100 на основе 10 рецензий.
Зачастую критики называли Ever Crisis стандартной гача-игрой, которая не представляет ценности за пределами бренда Final Fantasy VII. Рецензент Destructoid Тимоти Монбло сравнил игру с «Биг Маком», в котором отсутствует фирменный соус. Обозреватели отметили, что, хотя игра является бесплатной, она не упускает возможности напомнить игроку о наличии платного контента; некоторые из них назвали такой подход навязчивым, например, Алексей Лихачёв с сайта StopGame.ru назвал «агрессивную монетизацию» главным недостатком игры, но были и те, кто занял противоположную позицию.
Одними из главных достоинств игры были признаны графика и анимация. Авторы рецензий указывали на сочетание тиби-стиля FFVII в основном повествовании и более детализированной графики в ходе сражений на уровне Remake. В то же время редакция Jeuxvideo.com отметила, что смешивание разных стилей может понравиться не всем пользователям.
Наиболее спорным аспектом игры критики назвали боевую систему: большинству из них она показалась скучной, однообразной и быстро надоедающей. Другие же, в частности, рецензенты Pocket Tactics, Cgmagonline и SpazioGames, позиционировали её как золотую середину для фанатов FFVII и Remake, так как, несмотря на кажущуюся простоту, та требует определённых навыков.
Обозреватели сетовали на недостаток сюжетного контента и сокращение событий оригинальных игр. Наибольший интерес у критиков вызвала оригинальная сюжетная кампания The First Soldier. В то же время Монбло счёл сюжет из этого сегмента неинтересным и не представляющим ценности.